# Hoplite

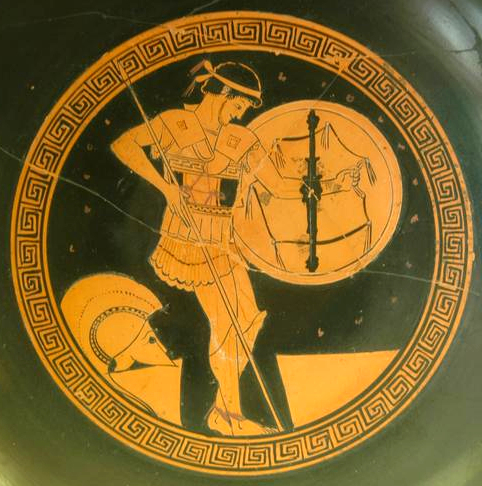
Représentation d'un hoplite,

Cet article concerne le fantassin de la Grèce antique. Pour le genre d'ammonites, voir Hoplites.
L'hoplite (en grec ancien ὁπλίτης / hoplítēs) est un fantassin de la Grèce antique lourdement armé et organisé en phalange, par opposition au gymnète et au peltaste, équipés plus légèrement. Présent dans chaque cité-État à l'époque classique, il représente le soldat grec par excellence.
Les hoplites sont principalement des citoyens libres, fermiers et artisans, qui ont les moyens de s'offrir une armure de lin ou une armure de bronze et des armes. La plupart des hoplites ne sont pas des soldats professionnels et ils manquent souvent de formation militaire, sauf à Sparte. Certaines cités-État (comme Athènes, Argos, Thèbes et Syracuse) maintiennent une petite unité professionnelle d'élite choisie parmi l'infanterie citoyenne régulière.
Les hoplites ont permis aux Grecs de vaincre les Perses durant les guerres médiques aux batailles de Marathon (490 av. J.-C.) et de Platées (479). Ces victoires renforcent leur emploi dans les cités grecques, au sein desquelles ils constituent la majeure partie des armées du VIIe au IIIe siècle av. J.-C. Ils sont par la suite supplantés par d'autres types d'infanterie (phalange macédonienne et thuréophores notamment).

## Étymologie

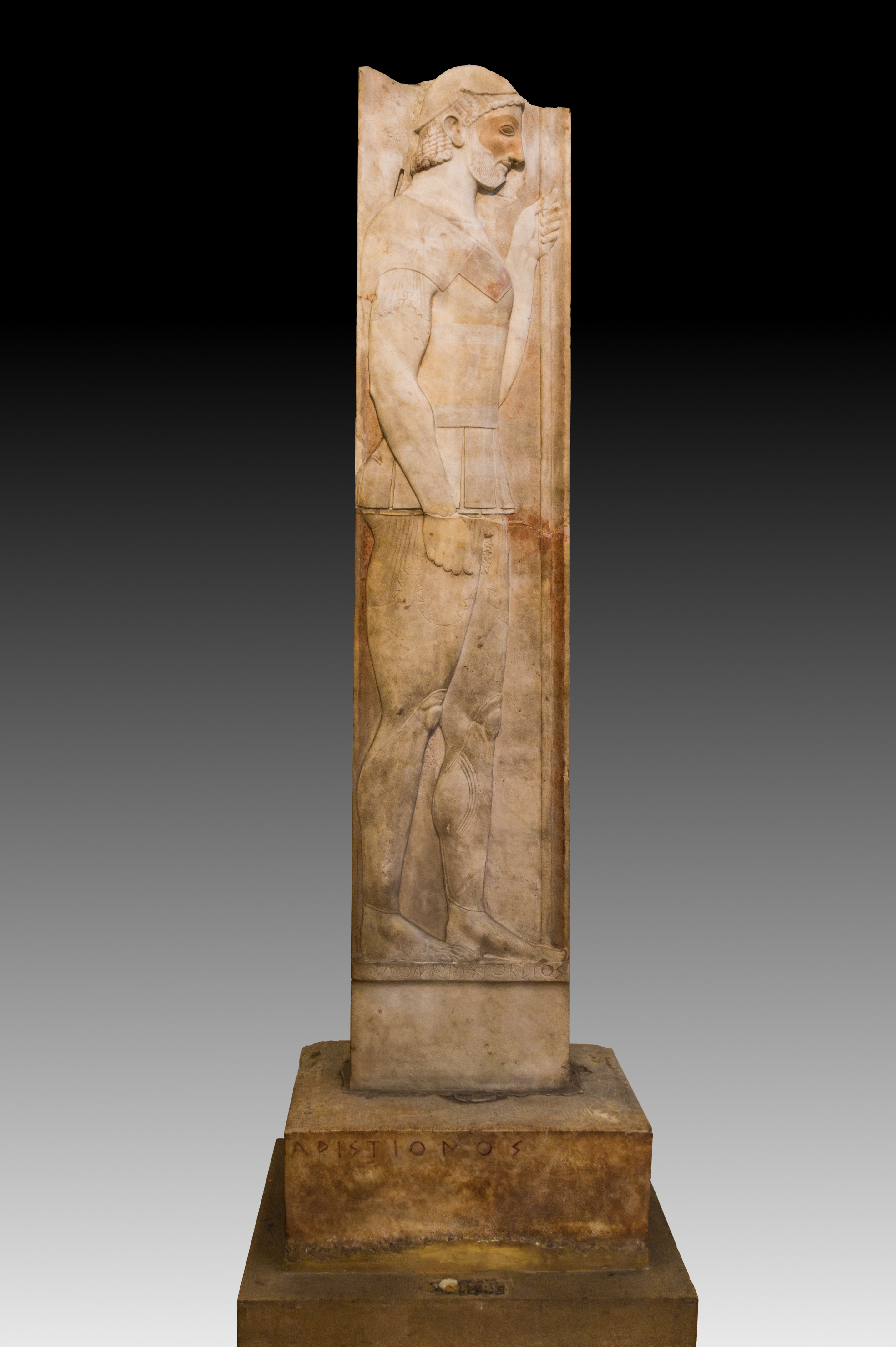
Un hoplite gravé sur une stèle funéraire, vers 520 av. J.-C., musée national archéologique d'Athènes.

L'étymologie du terme « hoplite » est l'objet de différentes hypothèses. On dérive habituellement le mot « hoplite » du grec ancien ὅπλον / hóplon qui signifie à l'origine « arme » puis par extension « arme défensive » ou « bouclier ». Chez Hérodote et Thucydide le terme hoplon désigne le bouclier lourd ; d'autres auteurs, comme Diodore, utilisent le terme aspis pour désigner le bouclier. Le terme « hoplite » viendrait plutôt du pluriel de ὅπλον / hóplon (τά ὅπλα / tá hópla) qui recouvre l'ensemble des armes et de l'armure. « Hoplite » signifierait donc littéralement « homme en arme » ou « homme lourdement armé ».
Le bouclier est l'élément le plus important de son équipement, l'arme défensive par excellence mais également le garant de la solidité de la formation en ordre serré, la phalange.

## Équipement: armement et vêtement
L'équipement hoplitique s'articule autour de plusieurs éléments de protection et d'armement, du milieu du VIIe siècle av. J.-C. à l'époque archaïque. Il comprend typiquement :
- un casque (κράνος / krános) ;
- une cuirasse (θώραξ / thốrax) ;
- des cnémides ou jambières (κνημῖδες / knêmĩdes) ;
- un bouclier (ἀσπίς / aspís, parfois appelé ὅπλον / hóplon) ;
- une lance (δόρυ / dóry) ;
- une épée courte (ξίφος / xíphos).

Toutefois, entre l'hoplite de l'époque archaïque  et celui de l'époque hellénistique, certains changements s'opèrent, principalement vers un allègement de l'équipement. Ainsi, chaque pièce évolue dans ce sens, mais également, certaines pièces archaïques disparaissent. Il s'agit par exemple de protections au niveau des bras et des cuisses ; ces deux protections ont tendance à être remplacées par des ptéryges. L'évolution de l'armement hoplitique tend donc vers une simplification de l'armement et un allègement. Le but est de favoriser l'agilité et la rapidité plutôt que la résistance, d'autant que même ainsi allégé, l'hoplite reste bien protégé.
Le poids total de l'équipement est donc variable selon les périodes, mais aussi selon les individus et la qualité des matériaux. On peut estimer le poids de l'équipement de l'époque classique à un peu moins de 30 kilogrammes.
Concernant ses vêtements, le fantassin porte sous la cuirasse un chiton court (équivalent antique d'une chemise) en tissu de laine ou de lin, afin de limiter les frottements contre sa peau. Il est souvent équipé de lambrequins faits de bandes de cuir et de feutre, qui couvrent le corps à partir de la cuirasse jusqu'au sommet des cuisses. Dans la représentation figurée (sur la céramique grecque antique en particulier), lorsqu'il s'agit d'un héros, celui-ci peut être représenté plus ou moins nu, en tant que héros. L'image peut être accompagnée de l'inscription du nom du héros.

### Armes

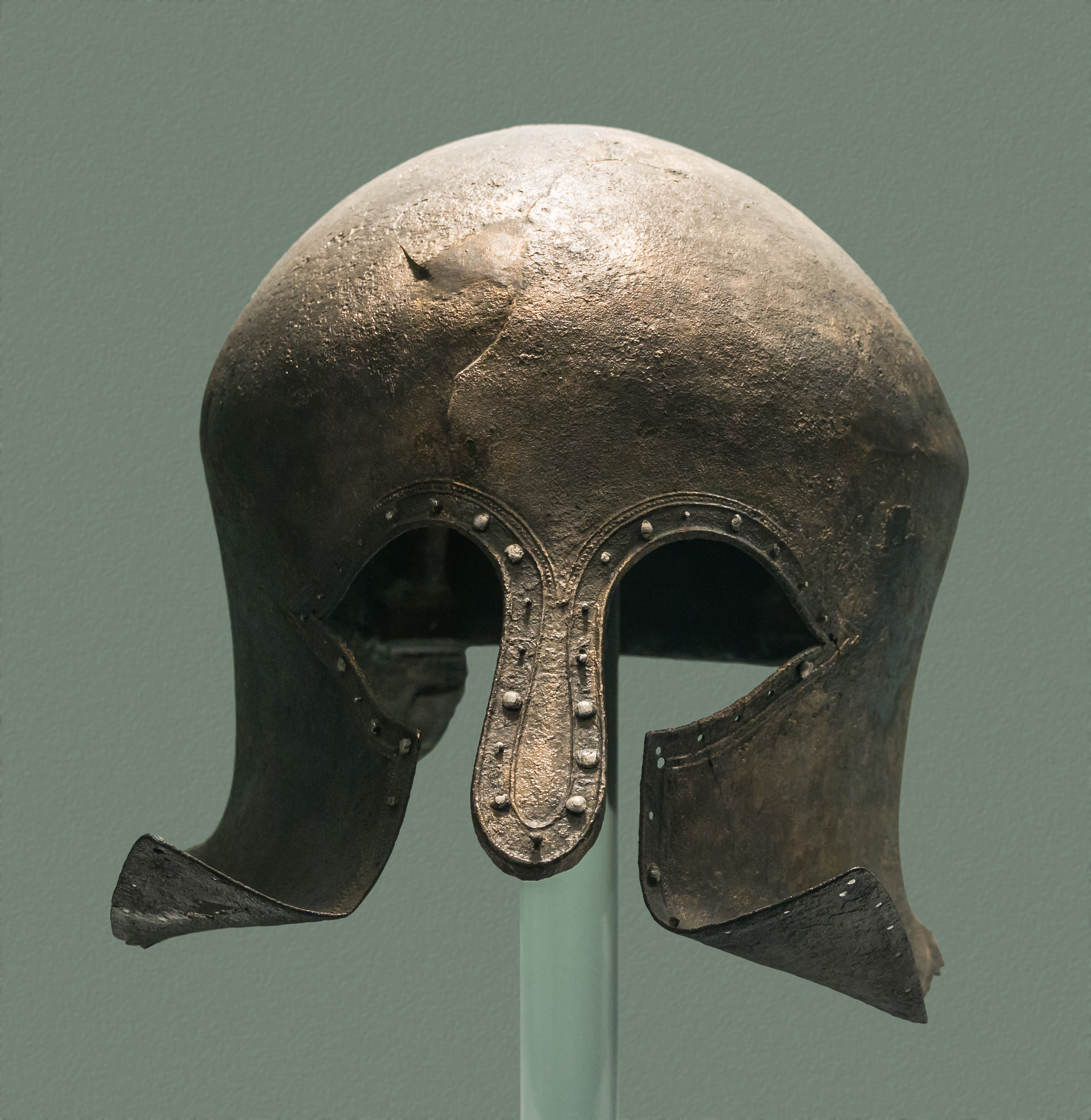
Casque de type corinthien, bronze, vers 600 av. J.-C., musée national archéologique d'Athènes.

La lance grecque mesure généralement entre deux mètres et deux mètres cinquante. Comme les héros homériques qui utilisent le frêne pour la hampe, et les Macédoniens le cornouiller, la hampe est généralement faite de ces deux bois. La pointe est en fer et plus rarement en bronze, du fait de son coût plus faible. Elle comporte une douille pour y attacher la hampe ; l'ensemble est fixé par des rivets. Le fer de lance n'a pas de forme standard, mais le type le plus fréquent est une feuille de saule avec une nervure centrale, dont la longueur varie entre 20 et 30 cm. L'autre extrémité de la hampe est dotée d'un talon ou saurotère, généralement en bronze, de forme pointue et cruciforme. Ce talon a de nombreux usages, en particulier celui de protéger le bois de la pourriture. Il sert en effet à ficher la lance en terre quand le soldat ne combat pas. On a également suggéré qu'il permettait d'achever l'ennemi tombé à terre ou qu'il rendait possible pour l'hoplite de disposer d'une lance courte de rechange quand la hampe se brisait dans le premier choc du combat. Cette deuxième pointe pouvait également servir à attaquer plus facilement un ennemi situé sur le côté.
L'épée courte constitue la deuxième arme de l'hoplite. Son statut est clairement secondaire. L'escrime à proprement parler n'existe guère en Grèce et le grec parle de conquête « par la lance » là où le français dirait « par l'épée ». Elle mesure généralement moins de 60 cm. Celle des Spartiates est réputée pour être particulièrement courte : les autres Grecs la raillent comme une « épée de jongleur ». Interrogé un jour à ce sujet, Antalcidas aurait répondu : « c'est parce que nous combattons l'ennemi de près. » Les épées qu'utilisent les Grecs sont généralement de type machaira ou xiphos, il s'agit à la fois d'arme de taille et d'estoc, mais elles sont mal considérées par les Grecs, qui leur préfèrent la lance.
Le bouclier est à la fois une arme offensive et défensive : il sert à parer les coups mais aussi à pousser pour enfoncer les lignes adverses. Il est de forme ronde et concave et doté sur sa face interne d'un brassard (porpax) et d'une poignée (antilabe) qui permettent de le porter sur l'avant-bras gauche. Le bouclier est en bois, généralement cerclé de bronze ; le rebord (itus) permet à l'hoplite de le reposer sur son épaule gauche pour soulager son bras, en attendant le choc avec l'ennemi. À partir de 425 av. J.-C. au moins, les Spartiates utilisent un bouclier entièrement recouvert d'une feuille de bronze. Ce bouclier de grande dimension (parfois jusqu'à un mètre de diamètre) est particulier aux Grecs et est un des outils nécessaires à la phalange. Lourd de plus de six kilogrammes et encombrant, il est surtout utile en combat de groupe, ou chaque soldat s'appuie sur ceux de ses camarades pour se protéger. Son efficacité et sa résistance dans le cœur de la mêlée sont largement supérieures à celles des boucliers en osier, traditionnellement utilisés par les Perses et les Égyptiens. Le bouclier, avec la lance est l'équipement grec par excellence, ainsi, la perte du bouclier est considérée comme un terrible acte de lâcheté, condamnable dans la plupart des cités grecques. Certains boucliers hoplitiques classiques diffèrent de ce modèle. Il s'agit de boucliers dits de type béotien, de forme plus ovale et possédant deux échancrures sur le côté. Ces boucliers appartiennent traditionnellement aux périodes archaïques, mais il n'est pas impossible qu'ils aient survécu plus tard. On pense que ces boucliers étaient davantage construits en osier et donc, plus légers et capables d'être faits pendant la campagne.

### Armure

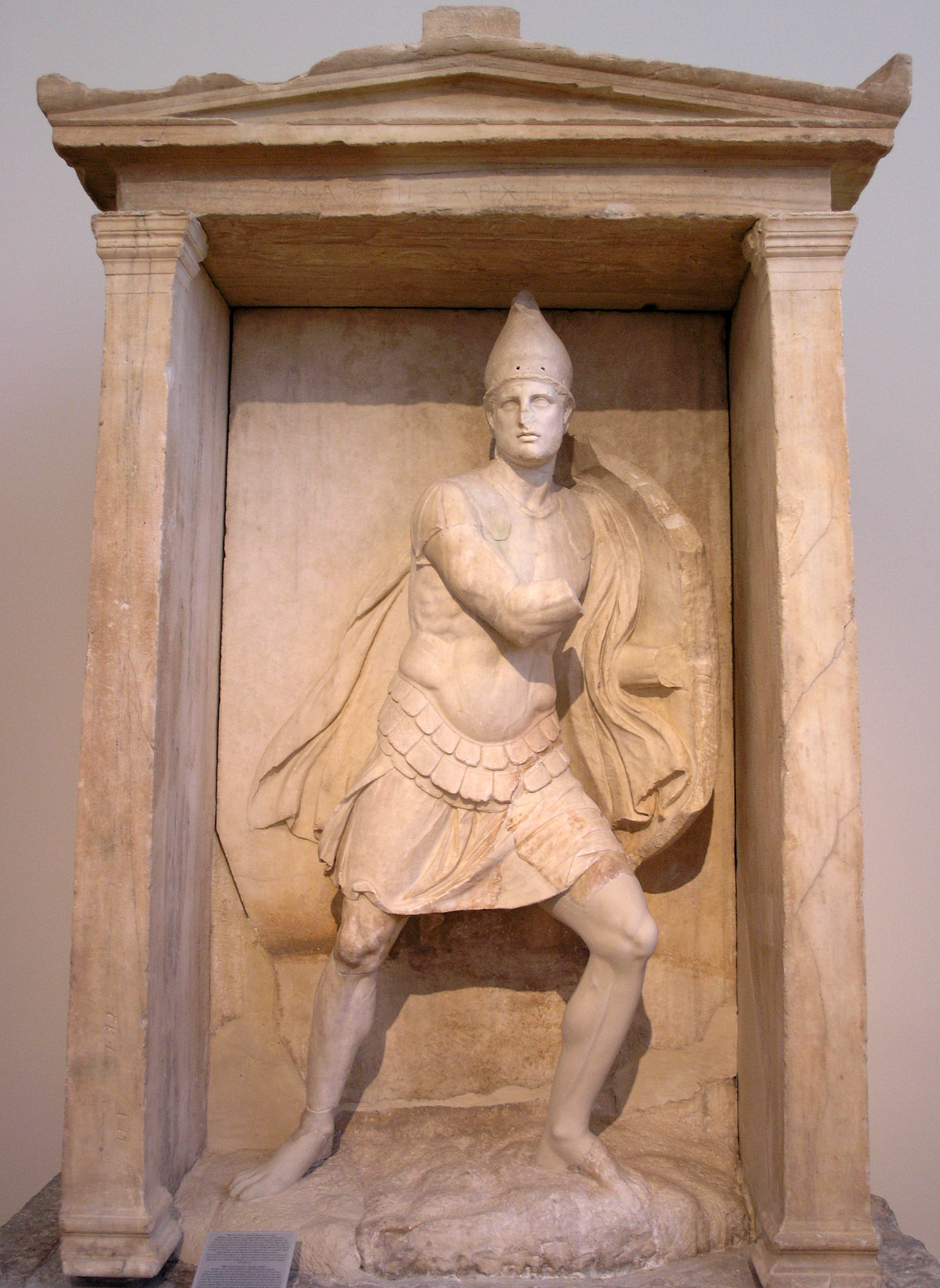
Jeune homme portant la panoplie complète de l'hoplite, stèle funéraire, 350–325 av. J.-C., Musée national archéologique d'Athènes.

La cuirasse est constituée de deux plaques de bronze, l'une pour la poitrine et l'abdomen, l'autre pour le dos. Il s'agit de l'armure dite « en cloche » et parfois « musclée ». À l'époque archaïque, les plaques sont complètement séparées et attachées ensemble par des boucles et des courroies à la gauche, à la droite et aux épaules ; par la suite, les plaques sont reliées par une charnière sur le côté droit, de sorte que le bouclier les protège. Elles se terminent, au niveau des hanches, par une collerette qui permet une meilleure liberté de mouvement. Ce type de cuirasse, lourde mais efficace, est en vigueur du VIIe au Ve siècle av. J.-C. Elle est ensuite remplacée par des modèles plus légers à base de cuir et de plaques de bronze, à lambrequins ou entièrement en lin et en cuir (linothorax) ; cela permet bien souvent de réduire le poids de la panoplie.
Il existe différents types de casques. Le type de casque le plus représenté dans la peinture de vase et retrouvé en grand nombre dans les fouilles est appelé « corinthien ». Il est doté d'un protège-nez et de protège-joues. Il est constitué d'une plaque unique de bronze martelée, équipée de fixations pour une doublure en cuir ou en feutre. Il possède un cimier (lophos) en crin de cheval, le plus souvent du front vers la nuque ou plus rarement d'une oreille à l'autre. Son objectif est de protéger le plus possible la tête et le visage, au détriment de la vision, de l'ouïe et du confort du soldat (en particulier vis-à-vis de la chaleur). À partir du Ve siècle av. J.-C., le casque corinthien est progressivement remplacé, d'abord chez les Spartiates, par le pilos, une sorte de bonnet pointu en cuir rigide et plus rarement en bronze. D'autres types de casques, comme le type attique, copient le modèle corinthien, mais lui ajoutent des couvre-joues amovibles et des trous pour les oreilles, pour pallier les problèmes, sans trop enlever de protections.

### Acquisition
L'équipement hoplitique complet est assez coûteux. À la fin du VIe siècle av. J.-C., il représente au moins 200 drachmes — à titre de comparaison, c'est le coût de six bœufs au temps de Solon,. Au IVe siècle av. J.-C., la panoplie qu'offre la cité de Thasos aux orphelins de guerre coûte 300 drachmes, ce qui représente le prix d'un esclave qualifié. À Athènes, le service hoplitique n'est requis que des trois classes soloniennes les plus riches ; la quatrième, celle des thètes, fournit plus généralement des peltastes, des gymnètes ou des rameurs dans la marine athénienne. Certains thètes parmi les plus riches parviennent à s'acheter une panoplie, parfois de moins bonne qualité ou pourvue de cuir à défaut de bronze. Dans certains cas, nombre de cités décident d'armer à leurs frais les citoyens, ou pour les Spartiates, les hilotes.

## Histoire

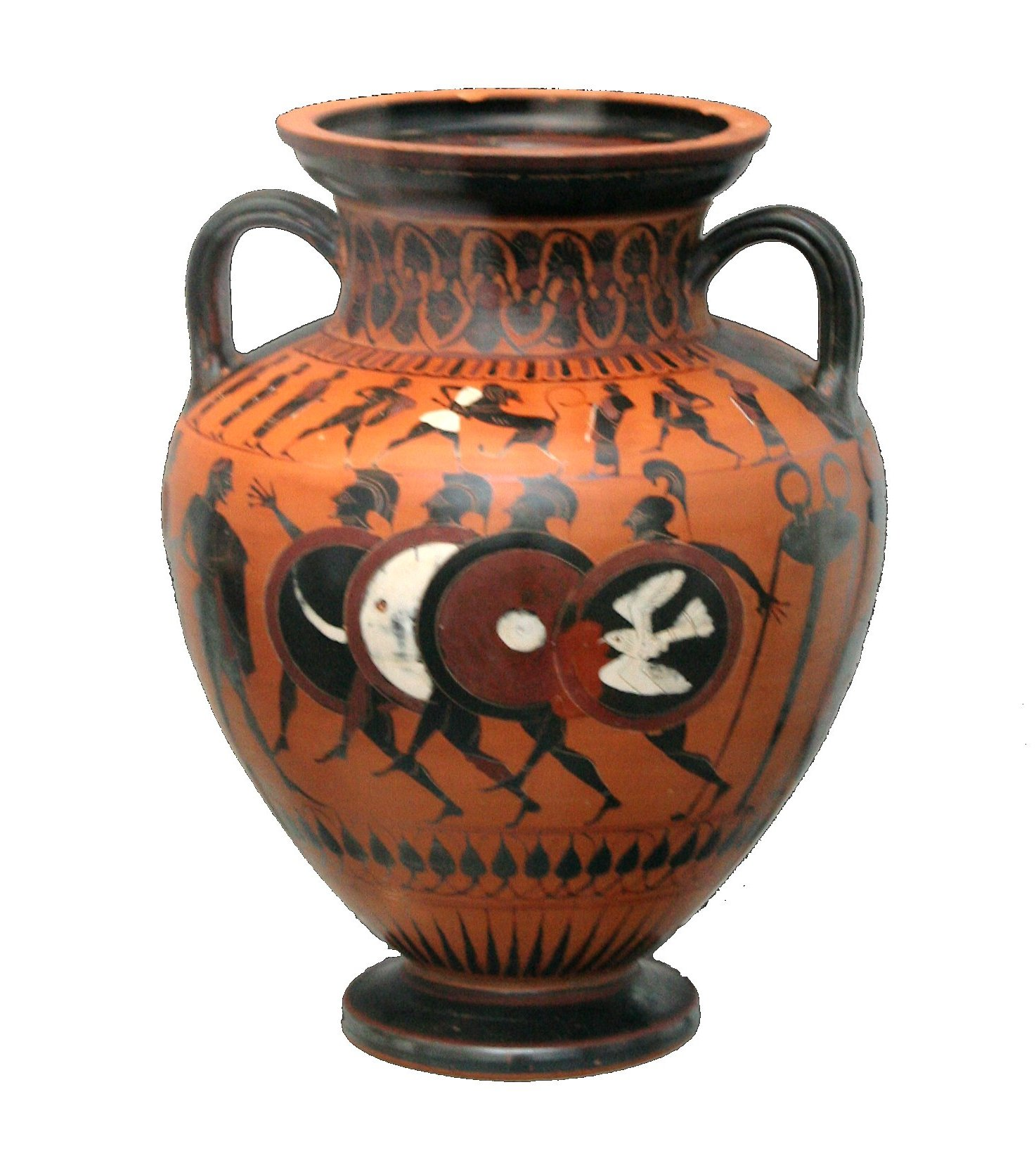
Céramique représentant des hoplites, vers -550

### Apparition
Les hoplites combattent en phalange, formation qui se répand dans toute la Grèce antique probablement à partir du VIIe siècle av. J.-C., bien que les spécialistes hésitent entre la fin du VIIIe et le début, voire le milieu, du VIIe siècle av. J.-C. Le terme de « révolution hoplitique » est présent chez de nombreux historiens. Cependant, il convient mieux aujourd'hui d'user du terme d'« évolution hoplitique ». Cette datation traditionnelle se fonde sur un passage de la Politique d'Aristote évoquant le remplacement des combattants à cheval (hippeis) par la phalange hoplitique. Néanmoins, ce passage d'Aristote s'appuie sur une absence supposée des descriptions de combats de masse chez Homère, ce qui est faux : L'Iliade décrit bien des affrontements de nature phalangique. Il est certain que des évolutions ont eu lieu à cette époque dans l'armement. La cuirasse a été modifiée, le bouclier s'est vu adjoindre une seconde courroie, permettant une meilleure prise. Cependant, certaines de ces améliorations remontent au VIIIe siècle av. J.-C. : ainsi, la tombe renfermant la « cuirasse d'Argos » est datée de vers 720 av. J.-C. Par conséquent, on présente l'origine de la phalange comme une évolution progressive de l'équipement entre 750 av. J.-C. jusque 650 av. J.-C., soit le VIIIe au VIIe siècle av. J.-C.

### Lapolis, facteur d'émergence de l'hoplite
L'apparition de la polis est intrinsèquement liée à celle de l'hoplite, car c'est la structure en communautés qui amène à la « révolution hoplitique ». L'historien Raoul Lonis met en avant différents critères pour définir l'apparition de la polis : l'organisation de l'espace civique, la souveraineté externe, et surtout, la cohésion du groupe, rendue d'autant plus impérieuse par les enjeux militaires et territoriaux.
- L'accroissement démographique, les conflits pour le contrôle des terres et le regroupement de communautés autrefois dispersées provoquent un resserrement des habitats, parfois fortifiés, et encouragent une participation à la défense commune[18].
- D'autres facteurs comme la religion participent à cette construction : les sanctuaires, situés en dehors du centre urbain, ancrent la cité dans une histoire mythique partagée[19], offrant une mémoire collective autour de divinités et héros locaux, ce qui permet de rassembler d'autant plus la communauté autour de figures de champions civiques.
- La colonisation, provoquée par la pression démographique, les tensions sociales ou les besoins économiques, amènent les Grecs à fonder de nouvelles cités qui, dès leur origine, doivent définir un territoire (chôra), répartir les terres et implanter des cultes structurants. Par déduction, s'installer dans des territoires où des populations ne sont pas connues, incitent les colons à se réunir et à protéger leur territoire. Selon Aristote, ceux qui servent dans l'infanterie lourde, soit la majorité des soldats, se forment en communautés avec pour devoir de défendre la polis[20].

La phalange hoplitique n'a donc pas été « créée en un jour », selon les mots de l'historien Anthony Snodgrass : c'est le fruit d'une longue évolution tactique et technologique. Le bouclier lourd, l'aspis, est une innovation technique (en plus d'équipements préexistants) qui a permis aux propriétaires terriens de l'époque archaïque de se réunir en phalanges, et d'user de leur nombre pour gagner sur le champ de bataille. Par cette défense plus active de leurs terres, ces agriculteurs ont pu tenir une place plus grande dans les décisions de la cité et renforcer leur place en ritualisant la guerre autour du combat hoplitique.

## Formation des hoplites

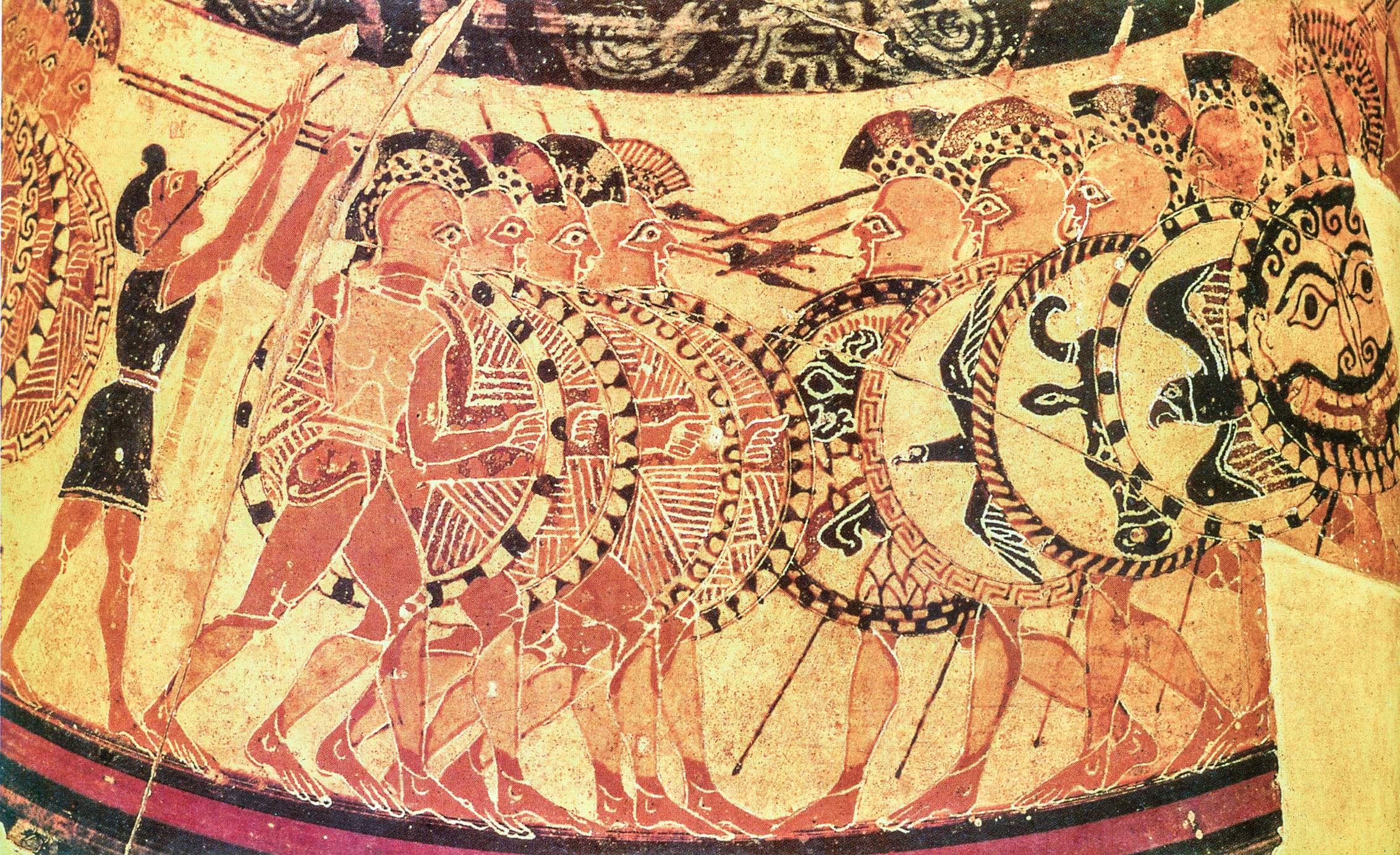
Détail de l'olpé Chigi montrant un combat entre deux phalanges d'hoplites, milieu du

### Nature de la formation hoplitique
Devenir hoplite dans le monde grec, c’est avant tout devenir citoyen. Et pour être citoyen, il faut participer à un entraînement encadré par la cité : nous avons par exemple l’éphébie à Athènes, ou l’agôgè à Sparte. Mais une opposition historiographique existe en ce qui concerne la nature de cette formation : est-ce un rite de passage ? Ou un service militaire ? Une partie des historiens, dont Pascal Payen, explique que pour l’éphébie athénienne, c’est certes une formation aux armes et à la guerre, mais surtout un moyen pour la Cité de classer les citoyens par classes d’âge, ainsi qu’un rite d’intégration et de passage. Selon cette théorie « rituelle », ces formations ont pour but d’être un rite de passage à l’âge adulte pour les jeunes citoyens : faire son éphébie à Athènes ou son agôgè à Sparte revient à devenir un homme, un vrai citoyen. À l’inverse, la théorie « service militaire » met en avant la vision pragmatique de la guerre antique : la survie de la cité repose sur l’efficacité militaire de ses citoyens. L’aspect rite de passage dans l’éphébie et l’agogè est donc minoritaire : cette formation marque la vie du citoyen, mais c’est avant tout un entraînement militaire encadré par la cité. Comment trancher ? L’historiographie est partagée, mais l’aspect « service militaire » est beaucoup plus présent dans les sources antiques.

### Éphébie à Athènes
Nous savons d’après les sources antiques qu’avant la formation encadrée par la cité, les jeunes futurs citoyens athéniens, les éphèbes, avaient généralement accès à une formation privée, où le sport avait une place primordiale pour garantir une bonne constitution physique. Sous la direction d’un pédotribe dans une palestre, ils étaient déjà formés à la course, la lutte et le lancer du javelot. Il est difficile de dire avec exactitude quel enseignement suivent les jeunes gens de bonnes familles entre quatorze et dix-huit ans. Cela pouvait aller du perfectionnement dans l’équitation au maniement des armes, mais aussi et surtout aux activités de la palestre. Les jeunes gens allaient déjà à la palestre, afin d’être initiés à un éventail de sports, ce qui est bien visible sur les vases de l’antiquité archaïque et classique. De sept à quatorze ans, puis encore après pour la plupart des futurs citoyens, le jeune Athénien est donc formé surtout pour bénéficier d’un organisme capable de supporter les entraînements de l’éphébie.
L’éphébie avait lieu à la majorité des Athéniens, soit 18 ans. Nous savons par Aristote que l’éphébie était une sorte de service militaire de deux ans, la première année avec un entraînement au maniement d’armes dans la proche banlieue d’Athènes, puis la seconde année en garnison à la périphérie de l’Attique, aux frontières. Le témoignage d’Aristote se plaçant à la fin de l’époque classique, soit au IVe siècle av. J.-C., nous avons une source antique qui nous présente un élément primordial : c’est la première fois que l’enseignement militaire est réellement pris en charge par la cité. L’éphébie y est présentée comme un service militaire officiel et encadré, avec la part d’obligation qui va avec. Avant Solon, l’éphébie devait être réservée aux jeunes aristocrates, les seuls ayant les moyens de financer l’entraînement éphébique. Mais, après Solon, l’éphébie s’est élargie à toutes les classes citoyennes, hormis la plus pauvre, à savoir les thètes.
Le pédotribe formait les citoyens au maniement des armes : arc, épée et lance (« armes pesantes »), voire catapulte. Tout cet ensemble d’entraînement, sauf pour la catapulte, se nomme l’« hoplomachia ». Aristote se plaçant à la fin de l’époque classique, nous pouvons enlever la catapulte afin d’avoir une idée de l’éphébie au début de l’époque classique, voire archaïque.

### Éducation spartiate

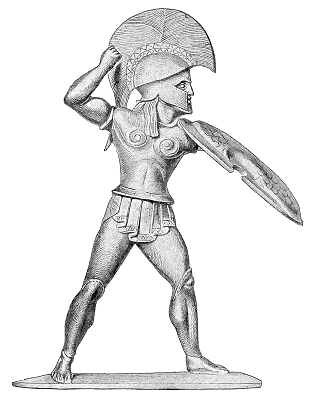
Gravure d'une statuette en bronze d'hoplite.

La cité de Sparte prenait en charge ses futurs citoyens dès leurs sept ans, par le système éducatif de l’ « agôgè ». Ce système était l’une des conditions requises pour jouir des droits de citoyenneté. À partir de sept ans, à l’inverse des petits Athéniens, les garçons et aussi les filles étaient pris en charge par des éducateurs qui allaient exploiter leurs qualités physiques et guerrières, bien plus que les qualités intellectuelles. Les sources antiques sont unanimes sur le fait que les petits Spartiates ne possédaient qu’une éducation littéraire minimale : l’« agôgè » avait un unique but, celui de former de futurs citoyens forts et solides pouvant défendre la cité militairement.
Les petits Spartiates — garçons et filles — étaient regroupés et soumis au même entraînement. Celui-ci comprenait la course, la lutte, le lancer du disque et du javelot, et ce totalement (ou partiellement pour les filles) nu. Cette caractéristique avait beaucoup choqué les autres cités grecques, mais c’était dans un but « eugénique » : les filles, en faisant du sport, feraient de beaux enfants, et donneraient aux garçons le « goût du mariage » selon Plutarque. De plus, l’« agogè » était un apprentissage de la violence : les jeunes Spartiates étaient poussés à voler, et à se battre pour manger. L’historien Jean Ducat parle d’épreuves qui ont permis aux jeunes hommes de cheminer « vers l’âge adulte et la pratique de la guerre hoplitique ».
L'entraînement des jeunes Spartiates pendant l’Agogè comprenait par conséquent la course, le saut, le lancer du javelot dans les gymnases, la lutte, le pugilat et le pancrace dans les palestres. Il va de soi aussi que le maniement des armes rentrait dans le cadre de l’Agogè : la lance, l’épée et le bouclier étaient pratiqués de diverses façons. Ils étudiaient également l’art de la manœuvre, qui forçait les hoplites à savoir marcher en ordre, à apprendre des manœuvres de déplacement, etc. L’efficacité spartiate en la matière était reconnue dans tout le monde grec, et soulignée déjà par Xénophon dans la Constitution des Lacédémoniens.

## Nature de la bataille hoplitique

### Définitions des termes
La question est de savoir si le combat hoplitique s'apparente à une bataille de duellistes (monomachia) ou à une bataille de groupes (othismos).
L'othismos (ὠθισμὸς / ôthismos) signifie « la poussée ». Bien que sa signification semble éloignée de la notion de choc, nous pouvons regrouper par ce terme les notions de choc et de poussée. Au regard des textes antiques, ainsi que des recherches historiques, le terme est polysémique : pour qu'il y ait une poussée, il faut que la phalange dispose d’une force d'inertie suffisante. Cette inertie est possible par la charge : deux phalanges qui disposent d'une force d’inertie suffisante ne s'arrêtent logiquement pas à leur rencontre. Un choc est donc inévitable. Ainsi, l'étymologie du terme est en elle-même polysémique, car ὠθισμὸς / ôthismos désigne « la poussée », mais aussi « le choc » et « la mêlée ».
La monomachia est en revanche un terme simple et sans équivoque, du μονομαχία / monomakhía, de μόνος / monos (« seul ») et de μάχομαι / machomai (« combattre »). La monomachie désigne un duel, un combat unique. Les notions de collectif et de combat en groupe sont totalement exclues par ce terme, désignant donc des duels, qui se réfèrent beaucoup plus à l’époque homérique.

### Querelle historiographique sur la question

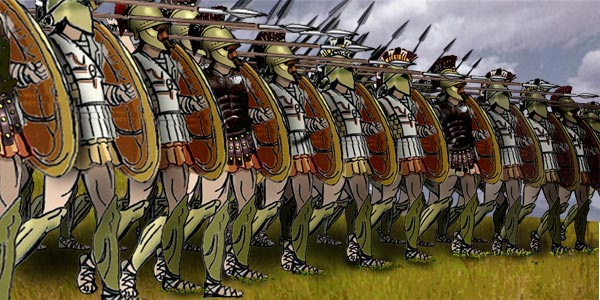
Une reconstitution moderne d'hoplites en formation de phalange.

Les historiens ont longtemps débattu sur deux visions, une « orthodoxe » et une autre « hérétique » :
- Avant les années 1990, l'othismos domine la vision de la bataille hoplitique. Parmi les historiens « orthodoxes » (J. K. Anderson, S. Mitchell, P. Cartledge, J. Lazenby, N. Sekunda, P. Connolly et J. E. Lendon), la formation serrée est essentielle pour la sécurité des hoplites. Seul le choc et la poussée sont possibles pour la phalange. La vision « orthodoxe » a été popularisée par l'historien Victor Davis Hanson en 1990 dans son ouvrage Le Modèle occidental de la guerre .
- Cependant, la théorie de la « monomachia » est à contre-courant avant les années 1990, portée par des historiens comme Kendrick W. Pritchett[31], ou P. Krentz qui affirme que « la bataille hoplitique consistait en une multiplicité de combats individuels »[32]. Selon ce dernier, l’othismos, en tant que choc et poussée, est purement métaphorique. Seul le bon ordre compte pour les partisans de la « monomachia » : l’utilisation des armes est primordiale.

Malgré la percée « hérétique » dans les années 1990, la vision orthodoxe a toujours été dominante dans les travaux historiques. Aujourd’hui cette vision fait consensus. Un schéma peut ressortir du débat : il y a constamment une charge, suivie d'un choc. L'othismos est un chaos d'armes et surtout une poussée. Ensuite, vient l'effondrement d'une des deux phalanges et une fuite chaotique. Ce schéma peut être résumé ainsi : « charge → choc → othismos → effondrement → fuite ».

## Jeux vidéo

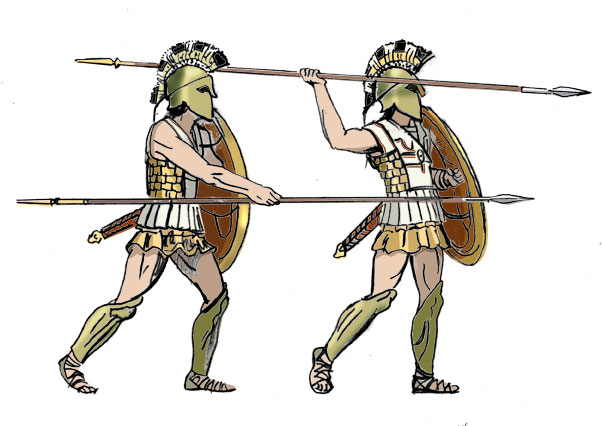
Hoplite montré dans deux positions d'attaque : une poussée par le dessous et une poussée par-dessus.

- Dans Age of Mythology, l'hoplite est une unité militaire disponible avec le peuple grec.
- Dans Rome: Total War et Total War: Rome II, l'hoplite est une unité militaire récurrente des civilisations helléniques.
- Dans Grepolis, l'hoplite est une unité terrestre polyvalente, aussi bonne en défense qu'en attaque.
- Dans Age of Empires, l'hoplite est une unité militaire terrestre lourde et lente que certaines civilisations peuvent former dans une académie.
- Dans le MMORPG Revelation Online, l'hoplite est une classe de personnages jouables, avec des statistiques élevées de force et de défense.
- Dans Spartan: Total Warrior, le héros est un hoplite spartiate défendant les cités grecques contre l'intervention romaine[33].
- Dans Civilization, les hoplites sont une unité exclusive à la Grèce.
- Dans Rise and Fall: Civilizations at War, l'hoplite est une unité de guerriers lourds spécifique à la faction grecque.
- Dans Assassin's Creed Odyssey, le héros doit choisir un camp et prendre part à la guerre du Péloponnèse, conflit opposant les troupes d'hoplites de la plupart des cités grecques du Ve siècle av. J.-C.[34].